# Groß Glienicker See
Der Groß Glienicker See ist ein je hälftig in Berlin und Potsdam gelegener See. Zusammen mit der Ortschaft Groß Glienicke wurde der dortige See 1945 in der Mitte in einen Westteil und einen Ostteil aufgeteilt. Der Ostteil des Ortes und des Sees wurde in den Berliner Ortsteil Kladow eingegliedert, während der Westteil zunächst beim übrigen, eigenständigen Ort verbleib. Im Zuge einer späteren Eingemeindung wurde dann der Westteil des Ortes und des Sees zum Potsdamer Stadtteil Groß Glienicke.

## Name
Der See wird im Jahr 1320 als stagnum Glyneke erstmals schriftlich erwähnt. Der Name stammt vom altpolabischen Wort *glina für 'Lehm' ab und nimmt entsprechend Bezug auf den lehmhaltigen Boden.

## Geografie
Der See erstreckt sich in nord-südlicher Richtung über eine Länge von 2,0 km mit einer maximalen Breite von 530 m und 240 m an der schmalsten Stelle. Er wird aus Grundwasser gespeist und ist an der tiefsten Stelle 11,25 Meter tief. Er ist fast vollständig von Berliner und Potsdamer Siedlungsgebiet umschlossen. Der See wurde seinerzeit in der Mitte geteilt, als auch der gesamte Ort in einen Ost- und einen Westteil getrennt wurde und liegt heute daher mit der Westhälfte auf Potsdamer und der Osthälfte auf Berliner Gebiet. Die Örtlichkeiten heißen in Potsdam weiterhin Groß Glienicke, mit dem Status eines Stadtteils und in Berlin Groß-Glienicke, hier jedoch mit Bindestrich geschrieben und als Ortslage in den Ortsteil Kladow eingegliedert. Bis 1990 verlief mitten über den See die Grenze zwischen der DDR und West-Berlin und war mit Grenzsicherungsanlagen entsprechend der Berliner Mauer abgeriegelt.

## Geologie
Zusammen mit dem Seeburger Fenn und dem wesentlich tieferen, 0,7 km weiter südlich liegenden Sacrower See bildet er eine Kette ursprünglich in direkter Verbindung stehender Seen, die in einer glazialen Rinne liegen, in die sich auch der fünf Kilometer südlich gelegene Heilige See einordnet. Der Graben zwischen dem Groß Glienicker und dem Sacrower See ist allerdings seit 1996 ausgetrocknet.

## Natur
Die Ufervegetation des Groß Glienicker Sees wird überwiegend von Röhricht, alten Weiden und Schwarzerlen geprägt und ist daher naturnah. Das Röhricht und die offene Wasserfläche sind Lebensraum von Wasservögeln wie Höckerschwan und Zwergtaucher.

## Hydromorphologie
Der Groß Glienicker See ist ein kalkreicher, geschichteter Flachlandsee ohne oberirdischen Abfluss. Er ist fast vollständig grundwassergespeist. Sein Wasserspiegel erreichte mit 32,11 m ü. NHN am 23. April 1970 seinen Höchststand; seit 2013 ist er um einen Meter gesunken und erreichte sein bisheriges Allzeittief mit 29,81 m ü. NHN am 25. September 2020, nur noch 40 cm über dem Pegel der Havel. Der Groß-Glienicker See wurde auch zur Trinkwassergewinnung herangezogen.

## Der See zur Zeit der Deutschen Teilung

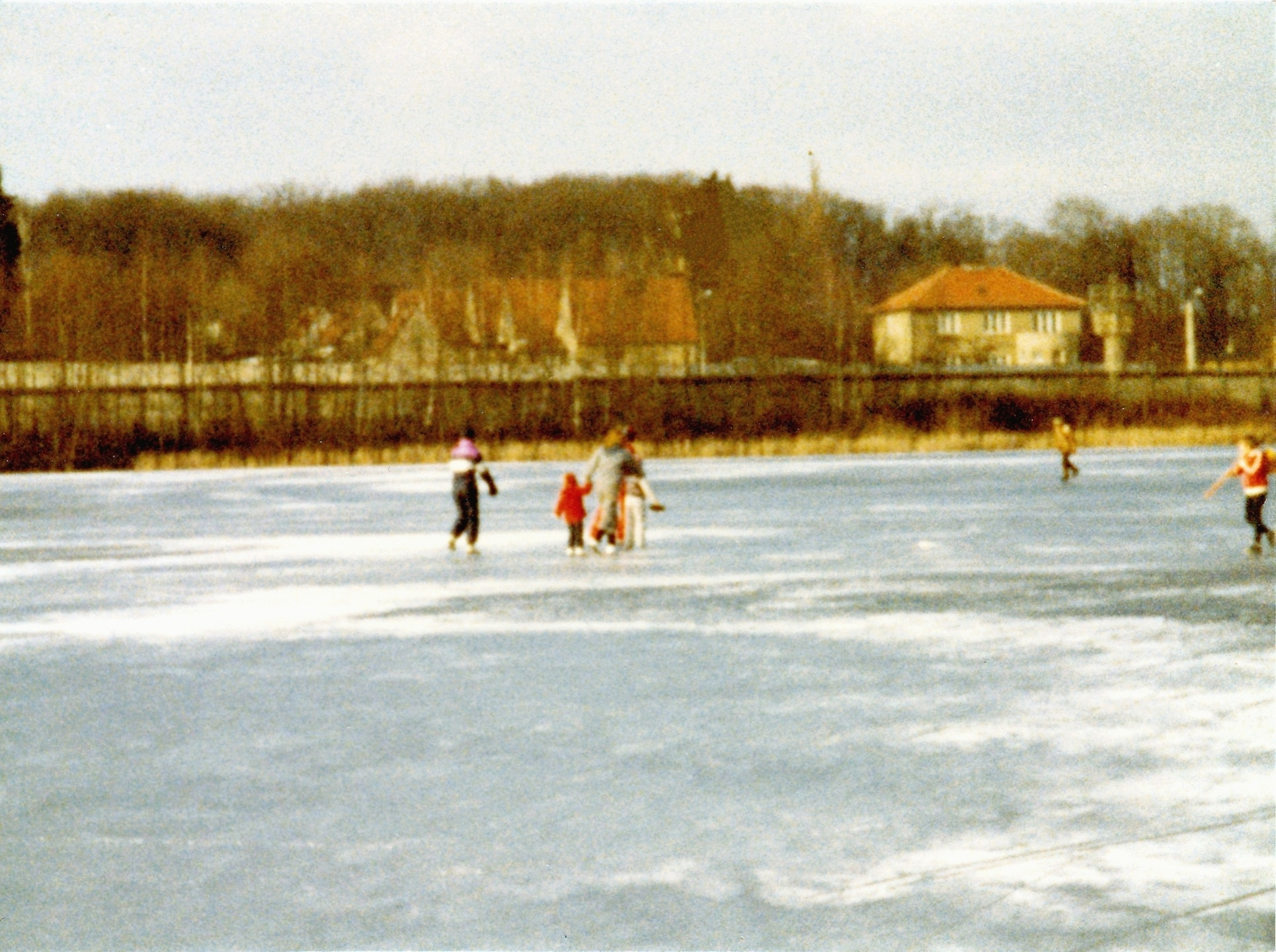
Groß Glienicker See mit Berliner Mauer im Dezember 1982

Nachdem durch einen Gebietsaustausch der östliche Teil der Gemeinde Groß Glienicke 1945 nach Berlin abgegeben worden war (siehe dazu in Groß Glienicke, Geschichte), verlief die genaue Grenze zwischen (West-)Berlin und der sowjetischen Besatzungszone bzw. ab 1949 der DDR durch den See in der Mitte des Sees und war durch Bojen gekennzeichnet. Die ab 1961 massiv ausgebauten DDR-Sperranlagen verliefen direkt am westlichen bzw. südlichen Seeufer, so dass dieses von der DDR-Seite aus (Seepromenade Groß Glienicke) weder betreten noch auch nur gesehen werden konnte. Für West-Berliner hingegen war der See ein beliebtes Badegewässer. Man durfte bis zu den Bojen schwimmen bzw. im Winter bis dorthin über die Eisfläche gehen. Anders als unerlaubte Grenzübertretungen oder Fluchtversuche durch die eigene Bevölkerung wurden versehentliche Übertretungen durch West-Berliner seitens der DDR zwar selten geahndet (soweit dies nur DDR-Territorium außerhalb der Sperranlagen betraf), doch kam es gelegentlich auch zu Zwischenfällen.

## Touristische Infrastruktur
Das Südufer ist mit Badestelle, Bootsanleger, Biergarten und großem Parkplatz für Erholungssuchende erschlossen.

## Konflikte
Seit 2005 wird der gesamte See vom Landesanglerverband Brandenburg bewirtschaftet, auf den beiden Seiten gelten jedoch die jeweiligen Landesfischereigesetze.
Der Versuch einer Bürgerinitiative, die von der CDU/FDP-Mehrheit in der Spandauer Bezirksverordneten-Versammlung befürwortete Bebauung eines restlichen naturbelassenen Areals an der Ostseite des Sees durch einen Großinvestor mittels eines Volksbegehrens zu verhindern, ist 2008 gescheitert.
Im Frühjahr 2010 gründete sich eine Bürgerinitiative „Freies Ufer am Groß Glienicker See“, um den Uferweg am See zu erhalten. Im April 2010 entfernte die Potsdamer Stadtverwaltung Sperranlagen am Westufer, die Anwohner errichtet hatten.
2008 forderte das Bezirksamt Spandau die Eigentümer der Seegrundstücke auf, die rund 45 privaten Steganlagen auf der Berliner Seite des Sees abzureißen. Sie befinden sich auf Landesflächen, die an die Grundstückseigentümer verpachtet waren. Aus Gründen des Umwelt- und Naturschutzes sollten sie entfernt werden. Als Reaktion gründete sich der Verein Pro Groß Glienicker See. Organisiert haben sich hier Eigentümer von Seegrundstücken. Sie setzen sich dafür ein, dass die Stege bestehen bleiben, sie möchten einen Uferweg verhindern und engagieren sich gegen das weitere Absinken des Wasserspiegels. 2012 stimmte die Spandauer Bezirksverordnetenversammlung dafür, am Ufer einen Wanderweg anzulegen. 2019 erneuerte das Bezirksamt seine Forderung nach Abriss der Stege, nachdem erst- und zweitinstanzlich das Anliegen für rechtmäßig erklärt wurde.

## Trivia
Im Jahre 1943 verunglückte Friedrich August Georg von Sachsen, letzter Kronprinz von Sachsen, beim Baden im See tödlich.
Auf der brandenburgischen Seite des Sees liegt das Alexander-Haus. Es wurde in den 1920er-Jahren als Wochenendhaus von der jüdischen Familie Alexander aus Berlin errichtet. Nach unterschiedlichsten Nutzungen hat der Alexander-Haus e. V. das Gebäude vor dem Verfall gerettet und macht es der Öffentlichkeit zugänglich. Die Geschichte des Hauses und des Groß Glienicker Sees wird in dem Buch Sommerhaus am See von Thomas Harding, einem Nachfahren der Familie Alexander, beschrieben.